# دون ر. برلين
دون ر. برلين (بالإنجليزية: Don R. Berlin)‏ هو مهندس فضاء جوي ومهندس أمريكي، ولد في 13 يونيو 1898 في Washington Township, Owen County, Indiana ‏ في الولايات المتحدة، وتوفي في 17 مايو 1982 في Middletown Township, Delaware County, Pennsylvania ‏ في الولايات المتحدة.